# Palpusia eurypalpalis
Palpusia eurypalpalis is een vlinder uit de familie van de grasmotten (Crambidae). De wetenschappelijke naam van deze soort is voor het eerst voorgesteld als Pilocrocis eurypalpalis door George Francis Hampson in een publicatie uit 1912.
De soort komt voor in Cuba en Costa Rica.